# Megalibgwilia
Megalibgwilia ist eine Kloakentiergattung des frühen Miozäns bis späten Pleistozäns in Australien.

## Namensherkunft
Der Gattungsname Megalibgwilia leitet sich vom Wort libgwil der Aboriginalsprache Wembawemba her, libgwil bedeutet „Kurzschnabeligel“. Somit ist Megalibgwilia der „große Kurzschnabeligel“.

## Merkmale
Megalibgwilia war 55 cm lang und somit nur 10 cm länger als der rezente Kurzschnabeligel, doch in etwa so groß wie der rezente Westliche Langschnabeligel. Von Megalibgwilia ist heute u. a. ein vollständiger Schädel bekannt. Er besaß einen langen, robusten und leicht nach unten gebogenen Schnabel, einen weit gebogenen Gaumen mit transversalen Knochenrillen, einen schwach gewölbten Schädel und eine tiefe posttemporale Fossa. Wahrscheinlich ernährte Megalibgwilia sich von Insekten und überlebte auf Tasmanien länger als im Rest Australiens.

## Arten
Es sind zwei Arten bekannt:
- Megalibgwilia ramsayi (OWEN, 1884) lebte im späten Pleistozän und gehörte u. a. der Lokalfauna der Naracoorte World Heritage area, South Australia an.
- Megalibgwilia robusta (DUN, 1896) lebte im frühen bis späten Miozän und gehörte der Lokalfauna von Gulgong Gold Field, Western Australia an.